# Gunnar Andrén
Nils Erik Gunnar Andrén, född 9 januari 1946 i Lund, är en svensk politiker (folkpartist). Han var riksdagsledamot 2002–2014, invald för Stockholms läns valkrets.
Andrén var ordinarie riksdagsledamot 2002–2010. I riksdagsvalet 2010 blev han ersättare och tjänstgjorde som statsrådsersättare för Nyamko Sabuni i oktober 2010 och därefter för Jan Björklund 2010–2014.
I riksdagen var han ledamot i skatteutskottet 2002–2010 och 2010–2014. Han var även ledamot i Riksrevisionens styrelse 2003–2006 och Riksrevisionens parlamentariska råd 2011–2014, samt suppleant i bostadsutskottet, EU-nämnden, finansutskottet, kulturutskottet och riksbanksfullmäktige.
Andrén är journalist och har tidigare varit politisk redaktör på Sundsvalls Tidning och chefredaktör för Pressens tidning. Han har även varit redaktör för Folkpartiets tidning NU.
Andrén kritiserades år 2009 av SSU-ordföranden Jytte Guteland för att ha försökt bortförklara en partikamrats hitlerhälsning i samband med en danstillställning.. Andrén menar att Guteland förvränger sanningen och bemötte anklagelsen via e-post.